# Sérgio Rocha
Sérgio Augusto Rocha Pereira (Santos, 17 agosto 1984) è un giocatore di calcio a 5 brasiliano.

## Carriera

### Brasile
Comincia a giocare all'età di 7 anni, alternando subito calcio a 5 e a 11. Entrato nel settore giovanile del Santos, completa l'intero percorso formativo senza tuttavia esordire in prima squadra come invece fece il suo compagno di reparto Robinho. Convertito al calcio a 5 per motivi economici (il club copriva le spese scolastiche del giocatore), firma quindi per l'Intelli dove conosce giocatori del calibro di Cabreuva, Lavoisier e soprattutto Pula che sarà suo mentore e diventerà per il laterale il modello da imitare.

### Europa e Qatar
Dopo tre campionati nella Liga brasiliana viene tesserato dal Romagna neopromosso in serie A. La retrocessione del club in serie A2 lo convince ad accettare l'invito del connazionale Rubio Guerra, commissario tecnico del Qatar, accasandosi al Qatar Club. Su segnalazione di Pula nel 2008 viene tesserato dal Nacional Zagreb con cui vince una Supercoppa e Coppa nazionale perdendo tuttavia la finale scudetto. Nel 2009 ritorna in Italia nelle file dell'Augusta, dove ritrova come allenatore-giocatore Gustavo Neri, anch'egli proveniente dal Santos. Con i megaresi gioca due stagioni in Serie A al termine delle quali accetta di scendere di due categorie accasandosi alla Paolo Agus. La scelta ripaga il giocatore: con la squadra guidata dal tecnico Enrico Cocco vince una coppa italia di serie B nel 2013 e riconquista la serie A nel 2014, dove realizza dieci reti che tuttavia però non bastano per evitare la retrocessione dei sardi, sconfitti dal Corigliano nei play-out. Intenzionato a rimanere nella massima serie, il giocatore inizia la preparazione estiva con il Real Rieti che nella stessa finestra di trasferimenti lo gira alla Lazio con cui perde i play-out nuovamente contro i calabresi.

### Le ultime stagioni
Nella stagione 2016-17 fa ritorno al Sestu, nuovamente in Serie B, con cui vince il campionato. La stagione seguente si accorda con il Kosmoto, società monastirese di Serie B. Nel 2022 diventa un nuovo giocatore del Mogoro in serie c1 con il quale segnerà 34 reti.
Nel 2023 approda alla Villacidrese c5 rimanendo nel campionato della serie c1 ,dove diventa giocatore e allo stesso tempo allenatore dell’under 19 regionale.

## Palmarès
- Campionato di Serie B: 1

Sestu: 2016-17
- Coppa Italia di Serie B: 1

Paolo Agus: 2012-13